# Шарпаты
 Шарпаты  — деревня в Яранском районе Кировской области в составе Кугушергского сельского поселения.

## География
Расположена на расстоянии примерно 24 км по прямой на запад-юго-запад от города Яранск.

## История
Известна с 1873 года как выселок деревни Шургулец (в которой всего было 44 двора и 281 житель), в 1926 здесь (деревня Шарпаты и или Заугольные, Малый Шургулец) дворов 26 и жителей 123 (мари 117), в 1950 (Шарпаты) 29 и 91, в 1989 было 40 жителей.

## Население
Постоянное население составляло 22 человека (мари 100%) в 2002 году, 4 в 2010.